# 博多ヒト志
博多 ヒト志（はかた ひとし、1969年6月23日 - ）は、関西を拠点に活動する放送作家。疋田哲夫主催の有限会社オフィス自由本舗所属を経て現在、有限会社仕事場代表取締役。関西演芸作家協会および日本放送作家協会会員。大阪府大阪市大正区出身。高槻高校卒業。A型。
近年では「HITOSHI」の別名でも活動している。海釣りと魚料理がライフワーク。

## 来歴
大阪NSC10期生で4人グループ（カルテット）の電車道のリーダーとして活躍。グループ時代から放送作家として活動。のちに疋田哲夫に師事。
小倉マサ志は弟子。

## 現在の担当番組
- それゆけ!メッセンジャー（MBSラジオ）
- 祇園笑者（ytv）
- Ytv漫才新人賞（ytv）
- 西川きよしのおしゃべりあるき目です（ABC）
- 八方・陣内・方正の黄金列伝（ytv）
- せやねん!（毎日放送）
- 漫才Lovers（ytv）

ほか多数

## 受賞歴
＜電車道として＞
- 第14回ABC新人グランプリ 審査員特別賞
- 第25回NHK上方漫才コンテスト 最優秀賞
- 関西テレビ爆笑BOOING初代グランドチャンピオン

＜放送作家として＞
- 平成17年 日本民間放送連盟賞（毎日放送「あっぱれ！親の顔が見たい」）
- 平成17年 JNNエンターテインメント部門優秀賞（毎日放送「あっぱれ！親の顔が見たい」）
- 平成28年度 ギャラクシー賞 奨励賞（MBSラジオ「それゆけ！メッセンジャー」）
- 第4回関西ATP賞 優秀賞（BS朝日「ザ・ドキュメンタリー 横山やすし西川きよし結成50年～初めて明かされる素顔～）

## その他の活動
フラッグフットボールチーム仕事場グリーンクラスを結成。監督兼プレイヤーとして活躍。
また、女子チーム仕事場グリーングラ子そして大阪ラガッツィエの監督を歴任。
活動記録
＜プレイヤーとして＞
|        | 大会                           | 結果 | 開催地     |
| ------ | ------------------------------ | ---- | ---------- |
| 2006年 | 全日本選手権                   | 優勝 | 東京ドーム |
| 2006年 | 世界選手権に日本代表として出場 | 6位  | 韓国       |
| 2007年 | 第1回ヨーロッパ選手権          | 5位  | イタリア   |
| 2007年 | 全日本選手権（ミックス）       | 優勝 |            |

＜監督として＞
|        | 大会                                 | 結果   | 開催地 |
| ------ | ------------------------------------ | ------ | ------ |
| 2007年 | 全日本選手権（仕事場グリーングラ子） | 準優勝 |        |
| 2012年 | 全日本選手権（大阪ラガッツィェ）     | 優勝   | 岡山   |